# Jesús Glaría
Jesús Glaría Jordán (Villafranca, 2 de janeiro de 1942 - 19 de setembro de 1978) foi um futebolista espanhol que atuava como meio-campo.

## Carreira
Em 1960, Glaría se juntou ao primeiro time do Atlético de Madrid. Ele teve sua estréia na primeira divisão em 19 de fevereiro de 1961 no jogo Real Betis 1-0 Atlético.
Em sua primeira temporada no clube rojiblanco, ele quase não teve oportunidades de jogar mas foi vice-campeão na Liga e ganhou a Copa del Rey. 
Na temporada seguinte, ele foi campeão da Taça dos Clubes Vencedores de Taças, sendo este título, o primeiro troféu internacional na história do Atlético. Na temporada 64-65, ele ganha outra Copa do Rei e no ano seguinte, ele ganhou a Primeira Divisão Espanhola.
Ele permaneceu no Atlético de Madrid por oito temporadas jogando 187 partidas da liga.
Ele fez 20 jogos pela Seleção Espanhola, ele participou da Copa do Mundo de 1966. Sua estréia internacional foi em 1 de novembro de 1962 no jogo Espanha 6-0 Roménia.
Glaría se aposentou no final da temporada 74-75 jogando pelo Espanyol de Barcelona. Ele jogou um total de 338 jogos na Primeira Divisão, marcando 12 gols.
Glaría morreu em 19 de setembro de 1978 em um acidente de trânsito em Espluga de Francolí, onde seu filho também morreu.

## Títulos
- Taça dos Clubes Vencedores de Taças: 1961–62
- La Liga: 1965–66
- Copa del Rey: 1960–61, 1964–65